# Julia Annas
Julia Elizabeth Annas (née en 1946) est une philosophe britannique enseignant aux États-Unis. Elle est Regents Professor (en) de philosophie à l'université d'Arizona. Elle a fondé la revue Oxford Studies in Ancient Philosophy.
Elle est élue membre de l'Académie américaine des arts et des sciences en 1992 ainsi que de la Société américaine de philosophie en 2013.

## Biographie
Annas obtient un B.A. (licence) de l'université d'Oxford en 1968, puis une maîtrise (1970) et un Ph.D. (1972) de l'université Harvard. Elle enseigne quinze ans au St Hugh's College, puis rejoint la faculté de l'université d'Arizona en 1986. Elle se spécialise dans l'étude de la philosophie en Grèce antique, dans les domaines de l'éthique, la psychologie et l'épistémologie.

## Ouvrages
- (en) Intelligent Virtue (Oxford, 2011).
- (en) Plato: A Very Short Introduction (Oxford, 2003).
- (en) Ancient Philosophy: A Very Short Introduction (Oxford, 2000).
- (en) Voices of Ancient Philosophy: An Introductory Reader (Oxford, 2000).
- (en) Platonic Ethics, Old and New (Cornell, 1999).
- (en) Julia Annas, The Morality of Happiness, Oxford University Press, 1993, 502 p. (ISBN 978-0-19-509652-1, lire en ligne)  (réédité en 1995,  (ISBN 978-0-19-509652-1))
- (en) Hellenistic Philosophy of Mind (California, 1992).
- (en) The Modes of Scepticism (Cambridge, 1985), avec Jonathan Barnes.
- (en) An Introduction to Plato's Republic (Oxford, 1981).
- (en) Aristotle's Metaphysics, Books M and N, translated with introduction and notes (Oxford 1976).